# Tabernaemontana heterophylla
Tabernaemontana heterophylla là một loài thực vật có hoa trong họ La bố ma. Loài này được Vahl miêu tả khoa học đầu tiên năm 1798.